# Мекру
Мекру е река в Нигер и Бенин, един от главните притоци на река Нигер. Реката формира част от границата между Нигер и Бенин и минава през националния парк W. Планирано е построяване на язовир Дьондьонга на реката, което обезпокоява природозащитниците.